# جبل دباس
جبل دُبَاس وهو أحد جبال اليمن ويقع في مديرية جبل رأس
 , عزلة دباس و يشتهر بإنتاج أجود أنواع العسل (الدباسي) 